# Michael Imhof Verlag
Michael Imhof Verlag est une maison d'édition allemande établie à Petersberg, en Hesse, surtout connue pour publier des livres d'intérêt local, sur l'art, l'histoire, la politique, 
la religion, la nature et la culture.  

## Histoire
La maison d'édition a été fondée en 1996 par l'historien de l'art Michael Imhof (de) et s'est imposée comme éditeur de livres d'art avec des publications spécialisées telles que des catalogues d'expositions, des catalogues d'inventaire et des documents de qualification académique (dissertations et thèses post-doctorales) ainsi que des livres illustrés et des guides de voyage. Dans le domaine des catalogues d'expositions et d'inventaire notamment, l'éditeur collabore avec de nombreux musées. Plus de 1 000 livres ont paru depuis la fondation de l'entreprise. La production annuelle est de plus de 100 titres.
Outre les titres en allemand, ils publient un nombre limité de livres en anglais ; un certain nombre de leurs titres, tels que des livres récents sur sainte Élisabeth de Thuringe, ont reçu une attention internationale, .